# Mikiri
Mikiri est une localité du Cameroun située dans l'arrondissement de Meri, le département du Diamaré et la région de l’Extrême-Nord. Elle fait partie du canton de Tchéré.

## Population
En 1974, la localité comptait 615 habitants, des Moufou. À cette date, elle était dotée d'un marché hebdomadaire le vendredi.
Lors du dernier recensement de 2005, on y a dénombré 1 861 personnes, soit 949 hommes (50,99 %) pour 912 femmes (49,01 %).

## Économie

### Éducation
Mikiri est dotée d'une école publique.

### Agriculture
Mikiri est répertorié dans le plan de développement communal de l’Arrondissement de Méri comme étant l’un des principaux bassins de production du gombo frais, du manioc et de la tomate. Il est prévu la construction d’un magasin de stockage des céréales.

### Initiatives de développement
Les projets prévus dans le plan communal de développement pour le compte du village Mikiri concernent l’extension du réseau électrique, l’amélioration des infrastructures de l’école, avec les points d’eau, la construction des salles de classe, la construction de logements d’astreinte, l’acquisition des tables-bancs….., le rechargement et le compactage de la route Mikiri-Doulek, la construction de biefs et d’ouvrages de franchissement, la construction de comptoirs sur les marchés… Le village ne figure pas dans les priorités de l’ordre de financement du plan communal.